# Niebla suffnessii
Niebla suffnessii es un liquen fruticoso que crece en rocas a lo largo de la costa este de Norteamérica, en el desierto El Vizcaíno, zona de la Baja California. El epíteto suffnessii, es en honor a Matthew Suffness, jefe del departamento de Productos Naturales desde los últimos años la década de los 70 hasta mediados de los 80, y luego coordinador de los convenios del Instuto Nacional de Salud de grupos para el descubrimiento de fármacos, y quien además incentivó el estudio de líquenes y briofitas en busca de fármacos anticáncerigenos  

## Características distintivas
Esa especie se distingue por poseer un talo dividido en ramas tubulares verde amarillento partiendo de un zarcillo de color naranja rojizo pálido; las ramas están hinchadas cerca de la base en la forma típica, generalmente lineal en el contorno, con 8 cm de longitud y 1-4 mm de ancho, frecuentemente dicotómicas o tricotómicas, estando divididas cerca de la base. Las bifurcaciones terminalmente son largas y con forma de látigo. El rasgo más distintivo de N. suffnessii es su corteza relativamente delgada, 35-75(-100) µm de grosor, la cual es típicamente suave con crestas longitudinales que coinciden con los bordes de las ramas, ocasionalmente retorciéndola, viéndose prominentemente reticulada en las ramas terminales, o en otros talos, se observan llamativas las crestas de la corteza. Lo último puede implicar híbridos con la especie Niebla siphonoloba, en mesetas sobre el Arroyo San Andrés y el norte de Punta Canoas, en la meseta Camacho. Estas especies (N. sinophonoloba) también se distinguen una sustancia propia de los líquenes: ácido sekikaico, con triterpenos. Otras especies parecidas son Niebla turgida y Niebla fimbriata, que difiere por poseer una corteza verde oscura más gruesa,, con un grosor aproximado de 100-150(-200) µm, así como por presentar desarrollo en un solo sentido de ramas secundarias que fácilmente se separan de su zona de agarre en la rampa principal.

## Historia Taxonómica
Niebla suffnessii fue reconocida como resultado de una revisión taxonómica del género realizada en busca de clasificar la flora liquenológica de la Baja California, esfuerzo que comenzó en 1986. Fue recolectada por primera vez en la Península el Vizcaíno, en el cerro Elefante, el 15 de mayo de 1986, el holotipo, Spjut 9567B , depositado en el Herbario Nacional de Estados Unidos, (Instituto Smithsoniano, Museo de Historia Natural, Departamento de Botánica) y en la Universidad Autònoma de Baja California, Ensenada, México. La especie (N. suffnessii) fue ulteriormente encontrada en una meseta sobre Arroyo San Andrés, con otras especies que contienen ácido sekikaico: Niebla lobulata, Niebla siphonoloba y Niebla usneoides, alrededor de Bahía Santa María y en mesetas al norte de Punta Canoas con especies relacionadas. En esta misma zona es posible reconocer especiales caracterizadas por sus crestas en la corteza.
La especie Niebla suffnessii también se dice que pertenece a un amplio grupo de especies. Este grupo sólo reconoce tres especies en el género, dos por la reacción de la médula a la para-fenilendiamina, las depsidonas (pd+, Niebla josecuervoi), a los dépsidos (pd-, Niebla homalea), y una por su estructura (isidium) (Niebla isidiaescens), según el concepto de género definido por Spjut, sin embargo, este tratamiento taxonómico tiene muchas inconsistencias.